# Saint-Laurent de Grandin
Pour les articles homonymes, voir Saint-Laurent.
Saint-Laurent de Grandin est une ville métisse et francophone de la province de la Saskatchewan, au Canada. La ville doit son nom à la colonie métisse de Saint-Laurent dans le Manitoba (1871) et au bureau de poste de Grandin, nommé d'après l'oblat Vital-Justin Grandin, premier évêque de Saint-Albert, en Alberta.
La ville de Saint-Laurent de Grandin fut fondée par des colons métis et canadiens-français et qui s'établirent dans ce territoire autour de la rivière Saskatchewan Sud.
La ville constitue avec les villes de Batoche, Saint Isidore de Bellevue, Domremy, Hoey et Saint-Louis la municipalité rurale de Saint-Louis N°431 peuplée majoritairement de francophones Fransaskois.